# Prosotas donina
Prosotas donina är en fjärilsart som beskrevs av Pieter Cornelius Tobias Snellen 1900. Prosotas donina ingår i släktet Prosotas och familjen juvelvingar. Inga underarter finns listade i Catalogue of Life.